# Драфт НБА 2008 года
Драфт НБА 2008 года проходил 26 июня в театральном зале Мэдисон-Сквер-Гарден в Нью-Йорке, штат Нью-Йорк. На драфт 2008 года заявки были поданы 44 игрокам: 39 выпускников колледжей и 5 иностранных игроков. Это число не включает игроков, которые автоматически имеют право быть задрафтованными. Церемония драфта демонстрировался в США на канале ESPN и ещё в 202 странах. На драфте 2008 года в последний раз участвовал клуб Сиэтл Суперсоникс, в июле команда переехала в Оклахому и получила новое название — Оклахома-сити Тандер.

## Первый раунд
|  | Игроки, выбранные в Зал славы баскетбола                   |
|  | Участники Матча всех звёзд и игроки сборной всех звёзд НБА |
|  | Участники Матча всех звёзд                                 |
|  | Игроки сборной всех звёзд                                  |
|  | Баскетболисты, не игравшие в НБА                           |

| #  | Игрок            | Гражданство      | Команда НБА                                 | Колледж/Клубная команда   | Амплуа             |
| -- | ---------------- | ---------------- | ------------------------------------------- | ------------------------- | ------------------ |
| 1  | Деррик Роуз      | США              | Чикаго Буллз                                | «Мемфис»                  | разыгрывающий      |
| 2  | Майкл Бизли      | США              | Майами Хит                                  | «Канзас Стэйт»            | тяжёлый форвард    |
| 3  | О Джей Мейо      | США              | Миннесота Тимбервулвз (обменян в Мемфис)[a] | «Южная Калифорния»        | атакующий защитник |
| 4  | Расселл Уэстбрук | США              | Сиэтл Суперсоникс[а]                        | «УКЛА»                    | разыгрывающий      |
| 5  | Кевин Лав        | США              | Мемфис Гриззлис (обменян в Миннесота)[a]    | «УКЛА»                    | тяжёлый форвард    |
| 6  | Данило Галлинари | Италия           | Нью-Йорк Никс                               | «Олимпия Милан» ( Италия) | лёгкий форвард     |
| 7  | Эрик Гордон      | США              | Лос-Анджелес Клипперс                       | «Индиана»                 | атакующий защитник |
| 8  | Джо Александр    | США              | Милуоки Бакс                                | «Западная Вирджиния»      | форвард            |
| 9  | Ди Джей Огастин  | США              | Шарлотт Бобкэтс                             | «Техас»                   | разыгрывающий      |
| 10 | Брук Лопес       | США              | Нью-Джерси Нетс                             | «Стэнфорд»                | центровой          |
| 11 | Джеррид Бэйлесс  | США              | Индиана Пэйсерс                             | «Аризона»                 | разыгрывающий      |
| 12 | Джейсон Томпсон  | США              | Сакраменто Кингз                            | «Райдер»                  | тяжёлый форвард    |
| 13 | Брендон Раш      | США              | Портленд Трэйл Блэйзерс                     | «Канзас»                  | атакающий защитник |
| 14 | Энтони Рэндольф  | США              | Голден Стэйт Уорриорз                       | «Луизиана»                | тяжёлый форвард    |
| 15 | Робин Лопес      | США              | Финикс Санз                                 | «Стэнфорд»                | центровой          |
| 16 | Маррис Спейтс    | США              | Филадельфия 76                              | «Флорида»                 | центровой          |
| 17 | Рой Хибберт      | США              | Торонто Рэпторс                             | «Джорджтаун»              | центровой          |
| 18 | Джавейл Макги    | США              | Вашингтон Уизардс                           | «Невада»                  | центровой          |
| 19 | Джей Джей Хиксон | США              | Кливленд Кавальерс                          | «НК Стэйт»                | тяжёлый форвард    |
| 20 | Алексис Аженса   | Франция          | Шарлотт Бобкэтс                             | «Тулон Йер» ( Франция)    | центровой          |
| 21 | Райан Андерсон   | США              | Нью-Джерси Нетс                             | «Калифорния»              | тяжёлый форвард    |
| 22 | Кортни Ли        | США              | Орландо Мэджик                              | «Западный Кентаки»        | атакующий защитник |
| 23 | Коста Куфос      | Греция           | Юта Джаз                                    | «Огайо Стэйт»             | центровой          |
| 24 | Серж Ибака       | Республика Конго | Сиэтл Суперсоникс[а]                        | «Манреса» ( Испания)      | тяжёлый форвард    |
| 25 | Николя Батюм     | Франция          | Хьюстон Рокетс                              | «Ле-Ман» ( Франция)       | лёгкий форвард     |
| 26 | Джордж Хилл      | США              | Сан-Антонио Спёрс                           | «Индиана Пердью»          | разыгрывающий      |
| 27 | Даррелл Артур    | США              | Шарлотт Бобкэтс                             | «Канзас»                  | тяжёлый форвард    |
| 28 | Донте Грин       | США              | Мемфис Гриззлис                             | «Сюракейс»                | лёгкий форвард     |
| 29 | Ди Джей Уайт     | США              | Детройт Пистонс                             | «Индиана»                 | тяжёлый форвард    |
| 30 | Джей Ар Гидденс  | США              | Бостон Селтикс                              | «Индиана»                 | атакующий защитник |

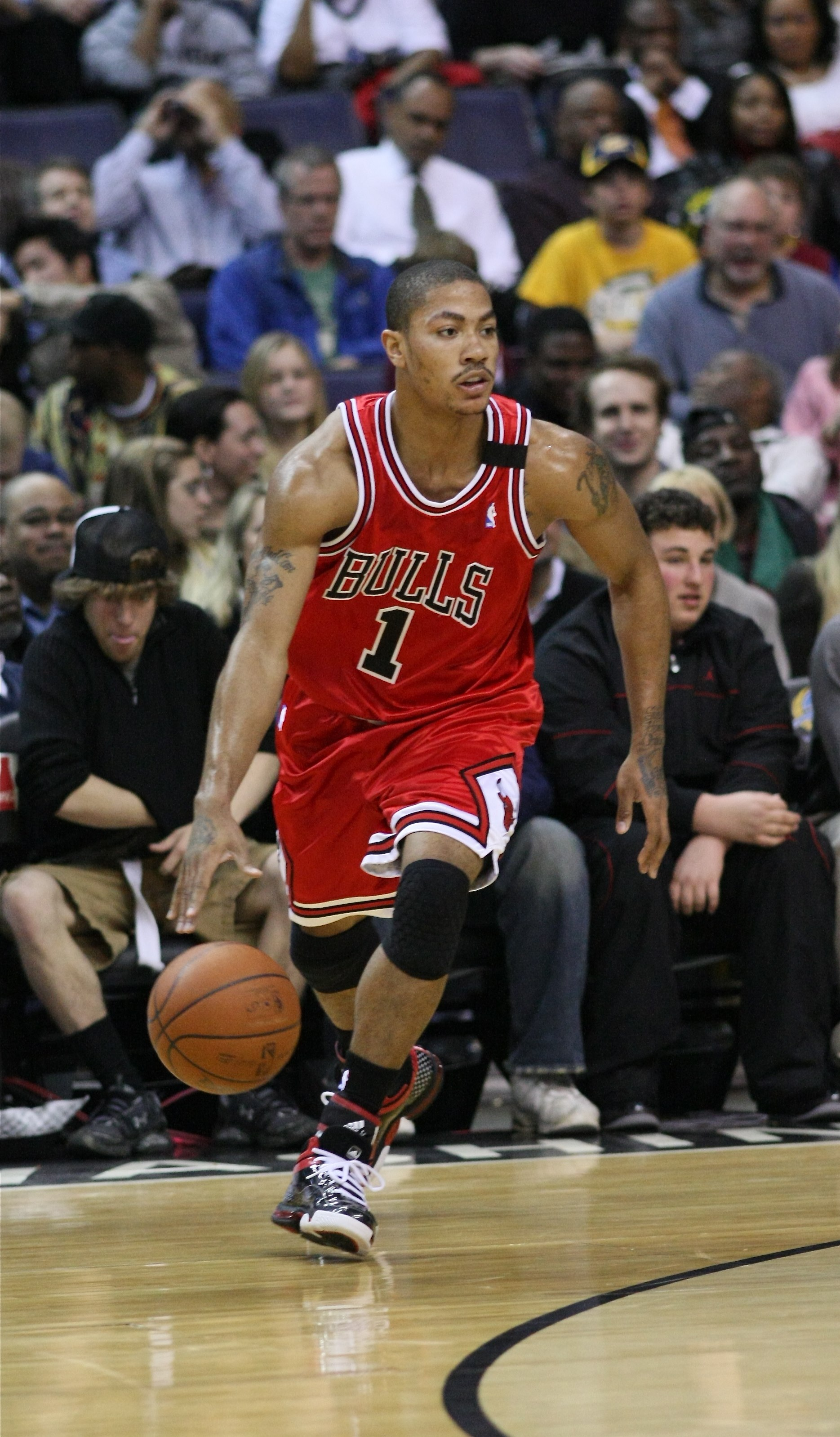
Деррик Роуз из Университета Мемфиса был выбран под первым номером командой «Чикаго Буллз»

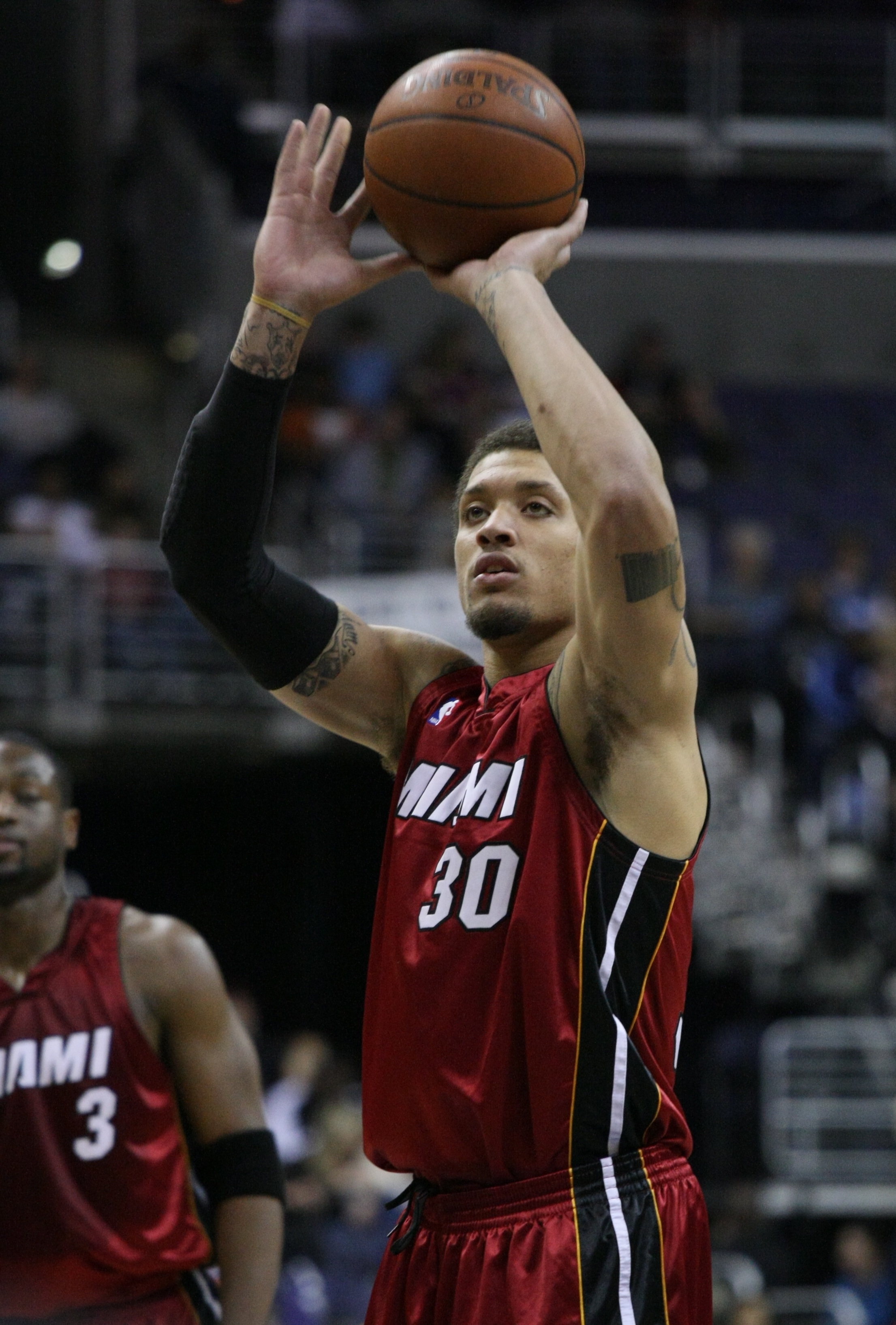
Майкл Бизли, 2-й номер драфта

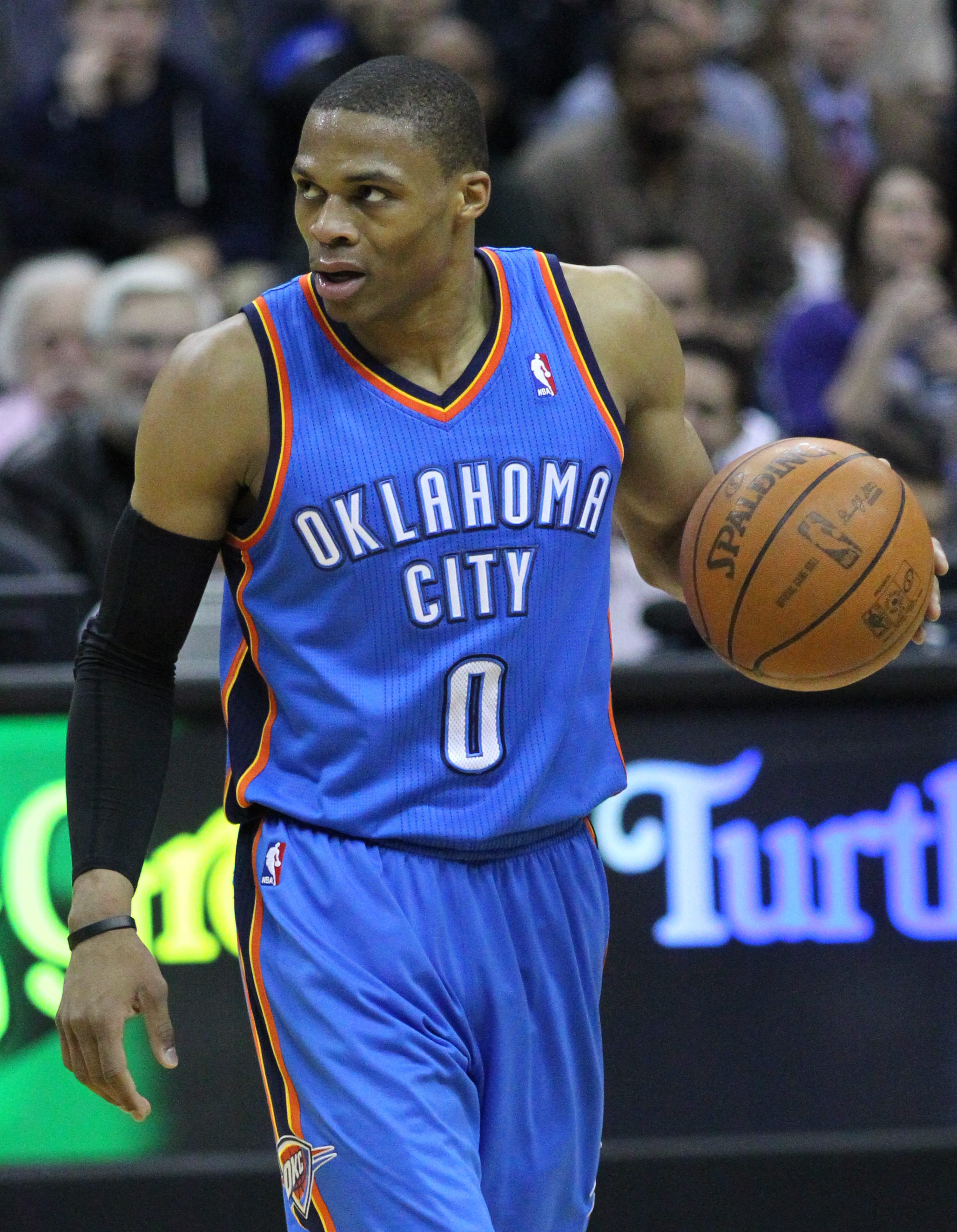
Рассел Уэстбрук, 4-й номер драфта

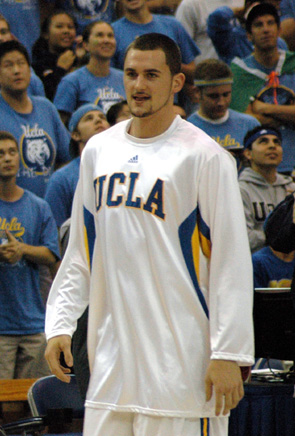
Кевин Лав, 5-й номер драфта

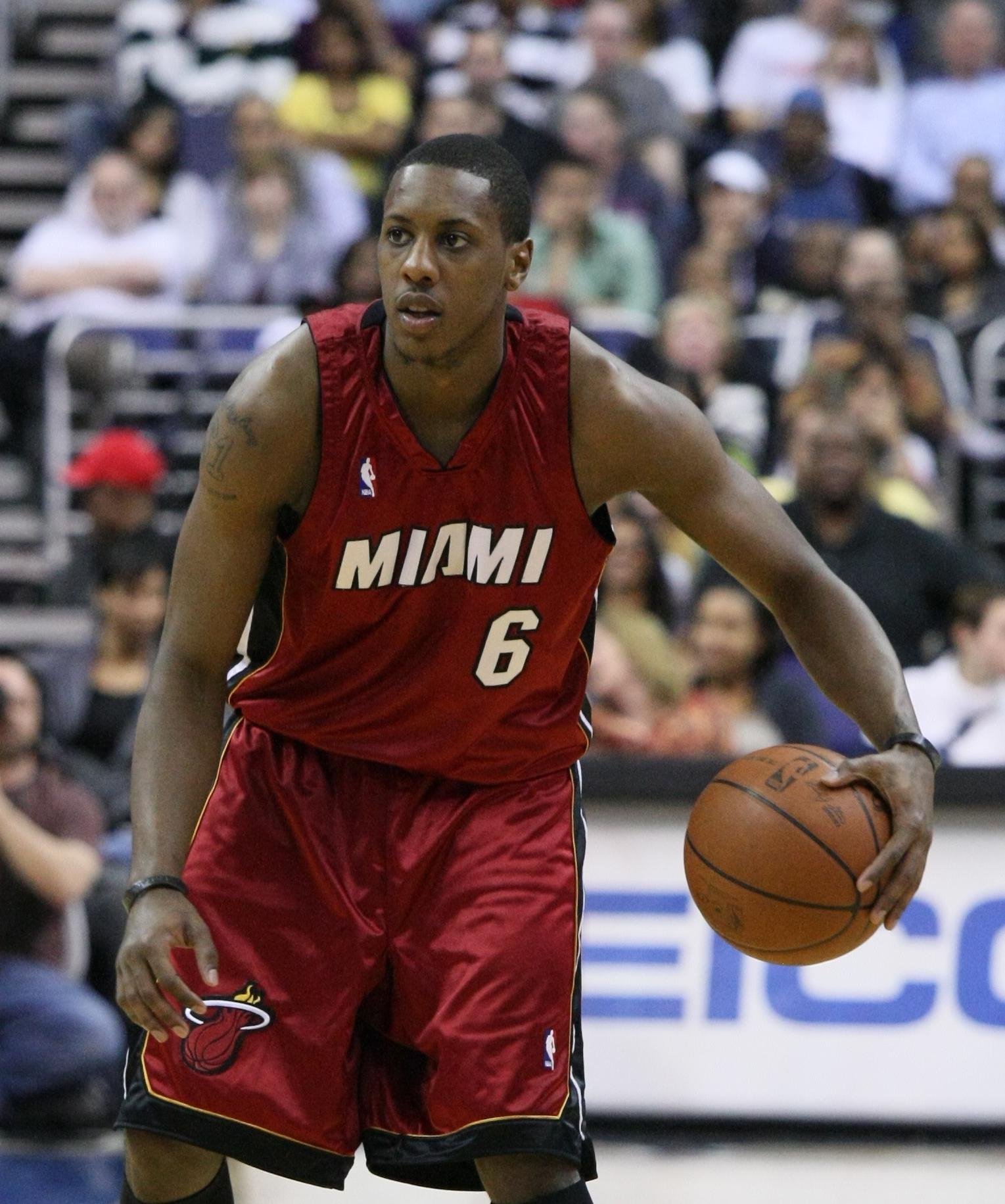
Марио Чалмерс, 34-й номер драфта

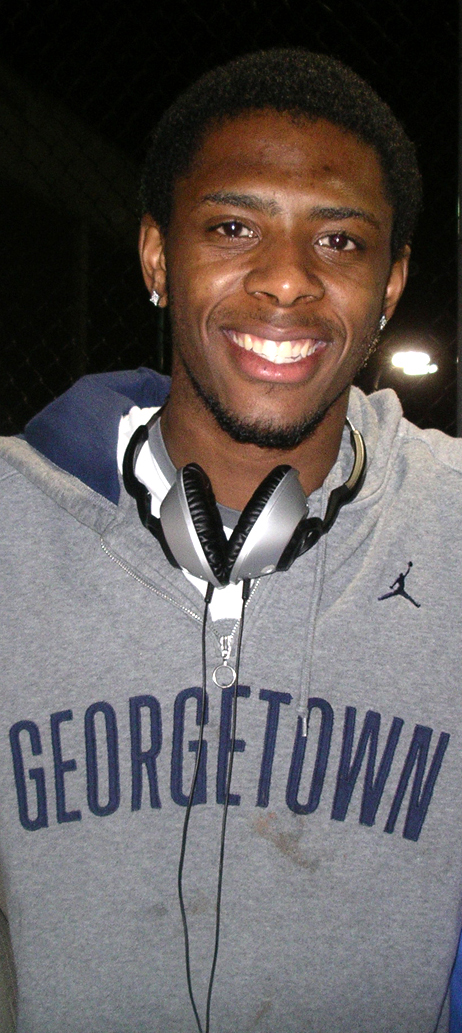
Патрик Юинг мл., 43-й номер драфта

- a 1 2  «Миннесота Тимбервулвз» обменяли выбранного под 3-м пиком О Джей Майо в «Мемфис Гриззлис», вместе с Марко Яричем, Антуаном Уокером и Грегом Бакнером на другого новичка, Кевина Лава (5-й пик) вместе с Майком Миллером, Брайаном Кардиналом и Джейсоном Коллинзом[2][3].
- Джеррид Бэйлесс отправился в «Портленд» вместе с тяжёлым форвардом Ике Диогу
- Брендон Раш отправился в «Индиану» вместе с разыгрывающим Джарретом Джэком и Джошом Макробертсом
- Рой Хибберт отправился в «Индиану» в результате обмена
- Даррел Артур отправился в «Шарлотт Бобкэтс» в результате обмена с «Портлендом»

## Второй раунд
| #  | Игрок               | Гражданство | Команда НБА                                             | Колледж/Клубная команда       | Амплуа             |
| -- | ------------------- | ----------- | ------------------------------------------------------- | ----------------------------- | ------------------ |
| 31 | Никола Пекович      | Черногория  | Миннесота Тимбервулвз                                   | Партизан ( Сербия)            | центровой          |
| 32 | Уолтер Шарп         | США         | Сиэтл Суперсоникс[а]                                    | «Алабама Бирмингем»           | тяжёлый форвард    |
| 33 | Джоуи Дорси         | США         | Портленд Трэйл Блэйзерс                                 | «Мемфис»                      | тяжёлый форвард    |
| 34 | Марио Чалмерс       | США         | Миннесота Тимбервулвз                                   | «Канзас»                      | разыгрывающий      |
| 35 | Деандре Джордан     | США         | Лос-Анджелес Клипперс                                   | «Texas А&М»                   | центровой          |
| 36 | Омер Ашик           | Турция      | Портленд Трэйл Блэйзерс                                 | Фенербахче ( Турция)          | центровой          |
| 37 | Люк Мба а Муте      | Камерун     | Милуоки Бакс                                            | «УКЛА»                        | лёгкий форвард     |
| 38 | Кайл Уивер          | США         | Шарлотт Бобкэтс                                         | «Вашингтон Стэйт»             | разыгрывающий      |
| 39 | Сонни Уимс          | США         | Чикаго Буллз                                            | «Арканзас»                    | атакующий защитник |
| 40 | Крис Дуглас-Робертс | США         | Нью-Джерси Нетс                                         | «Мемфис»                      | атакующий защитник |
| 41 | Натан Джаваи        | Австралия   | Индиана Пэйсерс                                         | «Каирнс Тайпанс» ( Австралия) | тяжёлый форвард    |
| 42 | Шон Синглтэри       | США         | Сакраменто Кингз                                        | «Вирджиния»                   | разыгрывающий      |
| 43 | Патрик Юинг-младший | США         | Сакраменто Кингз                                        | «Джорджтаун»                  | лёгкий форвард     |
| 44 | Анте Томич          | Хорватия    | Юта Джаз                                                | Загреб ( Хорватия)            | центровой          |
| 45 | Горан Драгич        | Словения    | Сан-Антонио Спёрс                                       | Олимпия ( Хорватия)           | разыгрывающий      |
| 46 | Трент Плэйстед      | США         | Сиэтл Суперсоникс[а]                                    | «Бригхэм»                     | центровой          |
| 47 | Билл Уокер          | США         | Вашингтон Уизардс                                       | «Кэнзас Стэйт»                | лёгкий форвард     |
| 48 | Малик Хэйрстон      | США         | Финикс Санз (от Кливленда[z], обменян в Сан-Антонио)[i] | «Орегон»                      | атакующий защитник |
| 49 | Ричард Хендрикс     | США         | Голден Стэйт Уорриорз                                   | «Алабама»                     | тяжёлый форвард    |
| 50 | ДеВон Хардин        | США         | Сиэтл Суперсоникс[а]                                    | «Калифорния»                  | центровой          |
| 51 | Шон Фостер          | США         | Даллас Маверикс                                         | «Вандербильт»                 | атакующий защитник |
| 52 | Дарнелл Джексон     | США         | Сиэтл Суперсоникс[а]                                    | «Канзас»                      | тяжёлый форвард    |
| 53 | Тадия Драгичевич    | Сербия      | Юта Джаз                                                | Црвена звезда ( Сербия)       | лёгкий форвард     |
| 54 | Маарти Луинен       | США         | Хьюстон Рокетс                                          | «Орегон»                      | лёгкий форвард     |
| 55 | Майк Тэйлор         | США         | Портленд Трэйл Блэйзерс                                 | «Айова Стэйт»                 | разыгрывающий      |
| 56 | Александр Каун      | Россия      | Сиэтл Суперсоникс[а]                                    | «Канзас»                      | центровой          |
| 57 | Джеймс Гист         | США         | Сан-Антонио Спёрс                                       | «Мэрилэнд»                    | тяжёлый форвард    |
| 58 | Джо Кроуфорд        | США         | Лос-Анджелес Лейкерс                                    | «Кентаки»                     | атакующий защитник |
| 59 | Дерон Вашингтон     | США         | Детройт Пистонс                                         | «Вирджиния Теч»               | лёгкий форвард     |
| 60 | Семих Эрден         | Турция      | Бостон Селтикс                                          | Фенербахче ( Турция)          | центровой          |

- z  17 сентября 2002 года Финикс заполучил право выбора на Драфте 2008 во втором круге от Кливленда в обмен на Милта Паласио[4]. «Санз» выбрали Малика Хэйрстона.

## Правила проведения драфта
В отличие от драфтов предыдущих лет игроки из школьных команд не могли принимать участие в драфте. По новому соглашению между лигой и профсоюзом игроков были установлены новые возрастные ограничения:
- На драфте не могли участвовать игроки, родившиеся позднее 31 декабря 1987 года, независимо от национальности.
- Игроки из США должны хотя бы год назад окончить школу.